# Protection (Kansas)
Protection is een plaats (city) in de Amerikaanse staat Kansas, en valt bestuurlijk gezien onder Comanche County.

## Demografie
Bij de volkstelling in 2000 werd het aantal inwoners vastgesteld op 558.
In 2006 is het aantal inwoners door het United States Census Bureau geschat op 527, een daling van 31 (-5,6%).

## Geografie
Volgens het United States Census Bureau beslaat de plaats een oppervlakte van
2,5 km², geheel bestaande uit land. Protection ligt op ongeveer 564 m boven zeeniveau.

## Plaatsen in de nabije omgeving
De onderstaande figuur toont nabijgelegen plaatsen in een straal van 44 km rond Protection.